# Ceanothus arboreus
Ceanothus arboreus es una especie de arbusto del género Ceanothus en California, Estados Unidos.

## Distribución
La planta es endémica de la costa sur de California, principalmente en tres de las Islas del Canal: Isla Santa Cruz, Isla Santa Rosa e Isla Santa Catalina.
Se encuentra en laderas en hábitats costeros de matorrales de salvia y chaparrales.

## Descripción
Ceanothus arboreus es un arbusto que crece hasta 3,7-11,0 m (12-36 pies) de altura. Tiene hojas grandes, brillantes y de color verde oscuro que son correosas o parecidas al fieltro en su parte inferior.
Sus llamativas flores azules brillantes crecen en abundantes panículas, o manojos, de diminutas flores de cinco lóbulos. Algunas variedades y cultivares tienen flores azules claras, y otras tienen flores azules más oscuras. El período de floración es de febrero a abril.
Los frutos son cápsulas triangulares trilobuladas.

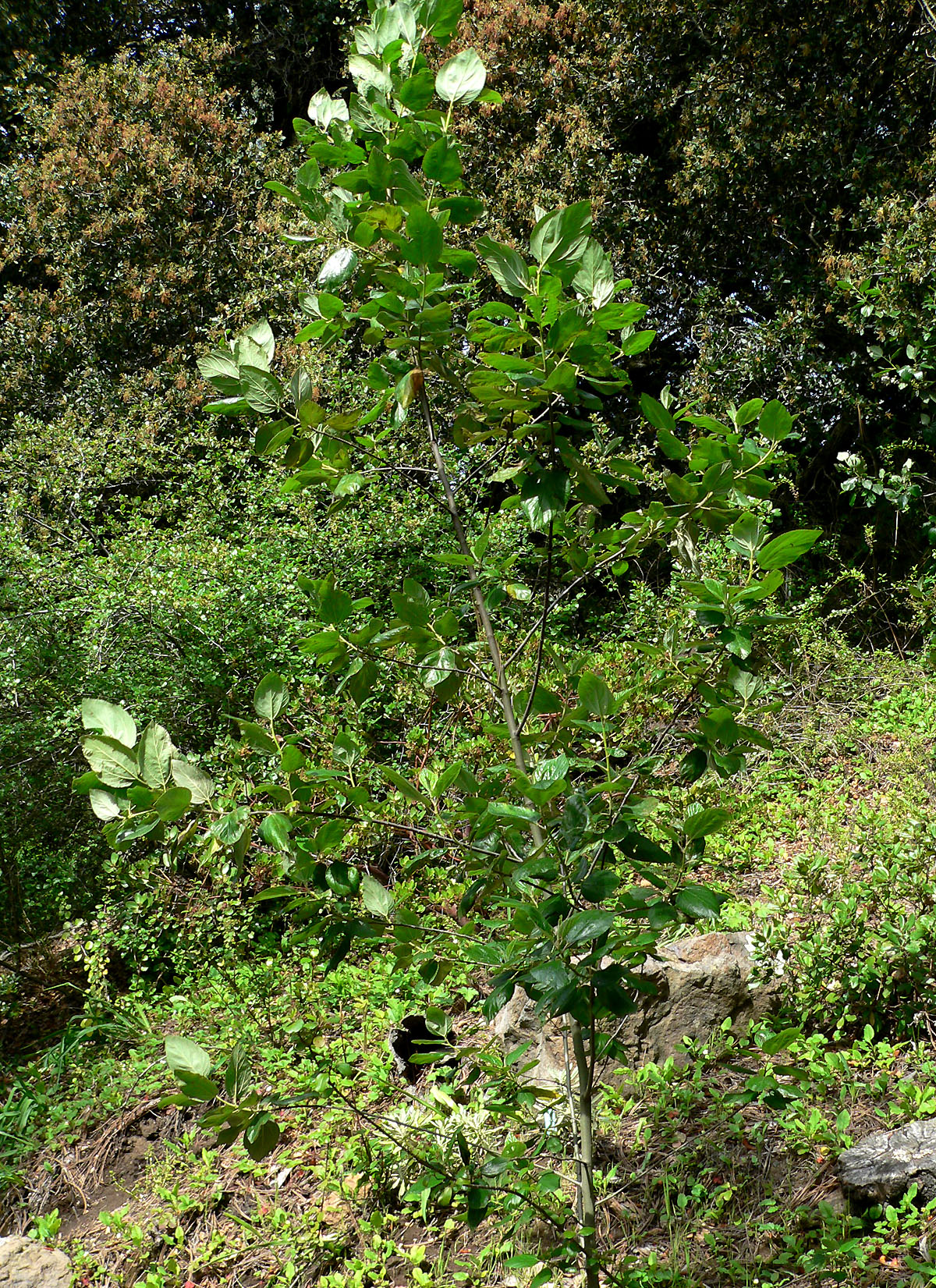
Ceanothus arboreus en el Jardín Botánico de los Parques Regionales en Berkeley Hills, California.

## Cultivo
Ceanothus arboreus se cultiva como planta ornamental para su uso en jardines de vida silvestre y jardines tolerantes a la sequía y en proyectos de paisajismo natural. Las mariposas como las flores y las codornices se comen las semillas.

### Cultivares
Numerosos cultivares han sido seleccionados para el uso en jardines, incluyendo:
- Ceanothus arboreus 'Acantilado Schmidt' — más hábito compacto y flores azules más profundas.[5]
- Ceanothus arboreus 'Owlswood Azul'.[6]
- Ceanothus arboreus 'El polvo Azul' — el polvo Azul Ceanothus, Compacto Feltleaf Ceanothus.[7][8][9]
- Ceanothus arboreus  kylark'
- Ceanothus arboreus 'Trewithen Azul' — muy oscuro forma florecida azul de las Islas del Canal.[10]  Ha recibido el premio de la Sociedad Hortícola Real de Mérito de Jardín.[11]